# Rio Cariacá
Rio Cariacá är ett periodiskt vattendrag i Brasilien.   Det ligger i delstaten Bahia, i den östra delen av landet, 1 100 km nordost om huvudstaden Brasília.
Omgivningarna runt Rio Cariacá är huvudsakligen savann. Runt Rio Cariacá är det ganska glesbefolkat, med 31 invånare per kvadratkilometer.